# Публий Виниций
Публий Виниций (на латински: Publius Vinicius) e римски политик в началото на 1 век.

## Биография
Той е син на Марк Виниций, който е от Калес в Кампания и суфектконсул през 19 пр.н.е., от 14 до 8 пр.н.е. e командир на войските на Балканския полуостров, където се бие срещу панонците и след това е управител на Илирия.
Публий Виниций е проконсул на провинция Македония и Тракия. Един от неговите военни трибуни e историкът Велей Патеркул.
През 2 г. Публий Виниций става редовен консул. През 8/9 г. е проконсул на провинция Азия. Той работи също като говорител в съда и през 20 г. отказва да поеме защитата на Гней Калпурний Пизон, обвинен в предателство и убийство на Германик.
Неговият син Марк Виниций е два пъти консул и се жени през 33 г. за Юлия Ливила, дъщеря на Германик и Агрипина Старша.